# Waldemar Lewandowski
Waldemar Lewandowski muzyk (ur. 1 czerwca 1966 w Legionowie, zm. 16 czerwca 2013 w Warszawie) – polski gitarzysta jazzowy
i jazz-rockowy, kompozytor, aranżer, muzyk sesyjny, nauczyciel.

## Życiorys
W szkole muzycznej był w klasie akordeonu, później grał na perkusji. Jednak po latach poszukiwań jego ulubionym instrumentem została gitara. Zafascynowany jej brzmieniem, ciężko pracował nad szlifowaniem techniki i studiowaniem harmonii. Pozwoliło mu to uzyskać bardzo dobre wyniki już w latach 80. XX wieku. Wtedy to rozpoczął długoletnią współpracę z orkiestrą estradową jako gitarzysta grający na gitarze elektrycznej. Wkrótce potem jego kariera nabrała rozpędu, zaczął dostawać propozycje licznych nagrań i koncertów na polskiej scenie muzycznej.
Uznanie krytyki i rozgłos zdobył w 1994 roku jako gitarzysta funkowej grupy Surzyn Band  albumy: Odpad Atomowy (1994) oraz Sfusion Band (1995). W roku 1997 znalazł się w pierwszej dziesiątce rankingu na najlepszego gitarzystę jazz-rockowego roku 1996 (1997/2 Gitara i Bas),
Brał udział w licznych spektaklach teatralnych i telewizyjnych oraz w festiwalach ogólnopolskich. Grał i nagrywał z wieloma czołowymi muzykami z Polski i ze świata, m.in. z: Krzysztofem Ścierańskim, Wojtkiem Konikiewiczem, Markiem Surzynem, Tomkiem "Kciukiem" Jaworowskim, Grupą VOX, Grzegorzem Grzybem, Mariuszem „Fazziem" Milczarkiem, Przemysławem Gintrowskim, Zbigniewem Hołdysem, Tomaszem Szukalskim, Wojtkiem Pilichowskim, Markiem Hojdą, Kapitanem Nemo, Juliem Iglesiasem (koncert w duecie dla TVP1).
Współpracował m.in. z: Polskim Radio, Telewizją Polską, KFPP Opole, Jazz Jamboree, Warsaw Summer Jazz Days oraz licznymi ośrodkami kultury i klubami jazzowymi.
Stworzył autorskie zespoły jazzowe:  
- Waldemar Lewandowski Projekt[2][3],
- Waldemar Lewandowski Trio[2][2],
- Swinging Guitars Trio,
- Electric Experience i Acoustic Experience.

Zespoły te grały autorskie kompozycje jazzowe, jazz-rockowe i swingowe w składach z czołowymi polskimi muzykami jazzowymi. Od lat był zafascynowany brzmieniem gitary jazzowej gypsy z lat 30. i 40. XX wieku, co zaowocowało w 2012 roku stworzeniem kompozycji i nagraniem własnej płyty w stylu gypsy (Tango for Django). Album jest zainspirowany muzyką Django Reincharda (premiera 1 czerwca 2016). Ulubione nurty muzyczne: jazz, rock, blues, gypsy; artyści: Django Reinhardt, Pat Metheny, John Scofield, Scott Henderson, Al di Meola, Mike Stern, Jimi Hendrix, Joe Satriani, Steve Vai, B.B. King, Stevie Ray Vaughan, Biréli Lagrène
Był wieloletnim nauczycielem gry na gitarze akustycznej, klasycznej i elektrycznej. Stworzył liczne warsztaty muzyczne i gitarowe. Opracował własny program nauki i sposób prowadzenia zajęć, dostosowany do indywidualnych możliwości i stylistyki każdego gitarzysty.
Od 2004 r. był wykładowcą w Autorskiej Szkole Muzyki Rozrywkowej i Jazzu im. K. Komedy w Warszawie. Od 1995 r. uczył w Miejskim Ośrodku Kultury w Legionowie i w wielu innych ośrodkach kultury w całej Polsce.
Od 2008 r. akompaniował niewidomemu pieśniarzowi Romanowi Roczeniowi.

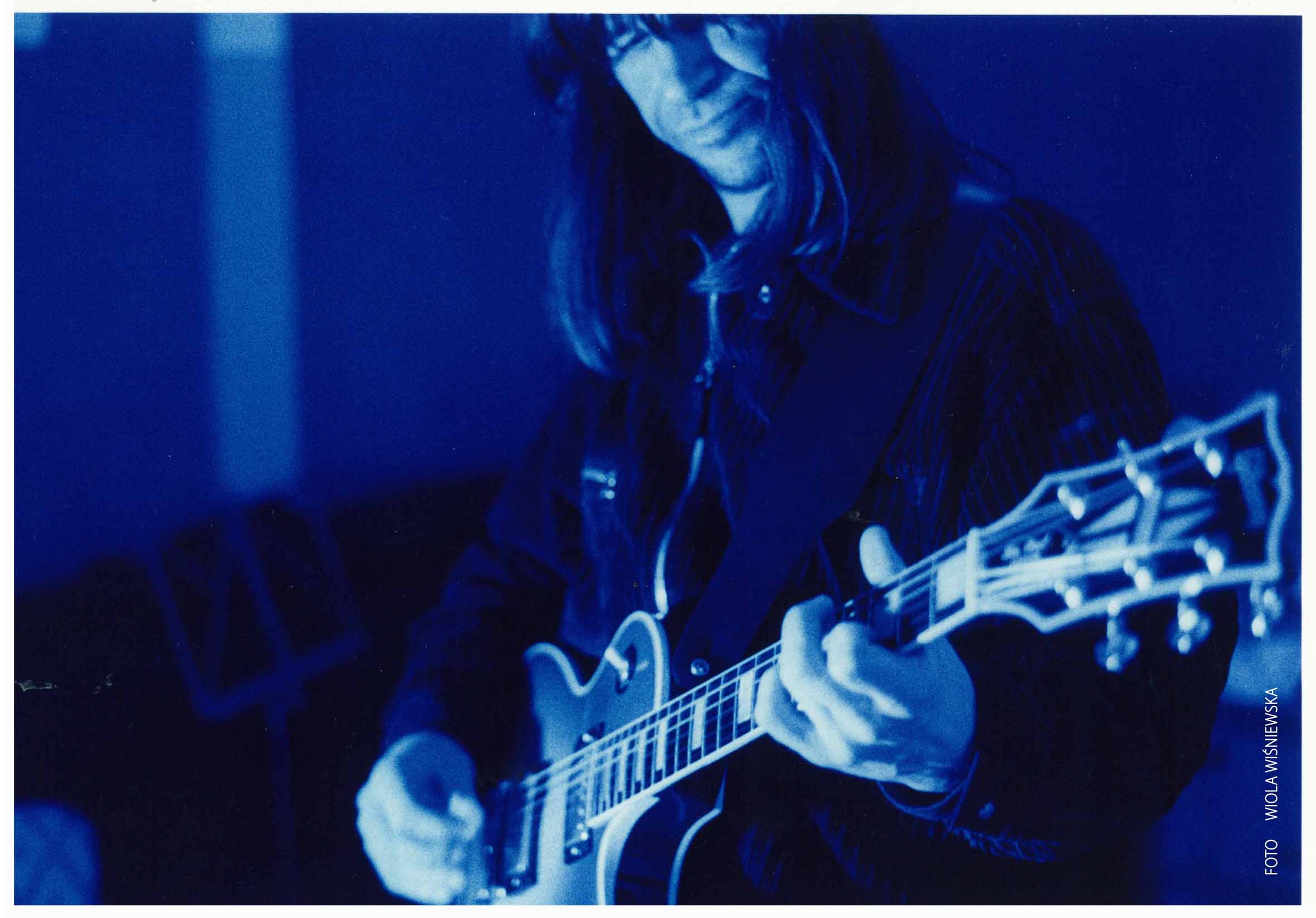
Waldemar Lewandowski

## Wybrana dyskografia
- 1993 Zamachy bombowe Sexbomba
- 1993 Boom Sexbomba
- 1994	Odpad atomowy		Surzyn Band
- (?)	        Dyplom				Wojtek Pilichowski
- 1995	Sfusion band			Surzyn Band
- 1996	Cudowna podróż		VOX
- 1996	Two marx
- 1999	Miks					Marek Surzyn
- (?)          CODA 				Waldemar Lewandowski (autorska)
- 2000	Sono					Bogusław Bidziński
- 2002 Wyobraźnia Kapitan Nemo
- 2003	Swinging Guitars Trio	Waldemar Lewandowski (autorskie demo)
- 2011	Kraina mayo			Roman Roczeń
- 2012	Traveling soul	 		Bartek Dzikowski
- 2013	Bez Ciebie				Anna Osmakowicz
- 2013	Tango for Django		Waldemar Lewandowski (album autorski, czeka na wydanie)

## Wybrane projekty muzyczne, koncerty, nagrania
- Wybrane projekty muzyczne, koncerty, nagrania
- 1997 – 2012 Jazz Jambore
- 1997 – 2002		Jazz na Starówce
- 1997 – 2002		Festiwal Opole
- 1998 – 2002 Warsaw Summer Jazz Days
- 1997 – 1998 13 posterunek[6] – Serial fabularny Wykonanie muzyki, muzyka Przemysław Gintrowski
- 2000 13 posterunek 2[6] – Serial fabularny Wykonanie muzyki, muzyka Przemysław Gintrowski
- 2001 			Julio Iglesias (z Julio Iglesias w duecie; Programu TVP 1 studio)
- 2004 			Sala kongresowa – projekt W. Konkiewicza, koncert 13.12.2004
- 2004 			Jazz od nowa
- 2004 			Złota tarka[7]
- 2006 			Gitara bez granic
- 2006 – 2008		Jazz w Tygmonice  w  Klubie Jazzowym Tygmont[8]

## Wybrane warsztaty muzyczne
- 1995 – 2012		MOK - Miejski Ośrodek Kultury w Legionowie[5]
- 2000 – 2002		(Kruklanki k/o Giżycka)
- 2002 Kędzierzyn-Koźle
- 2011 Radzyń Podlaski[9]
- 2007 – 2012 Warszawa